# Brigitte Dreger
Brigitte Dreger (geboren 1943) ist eine deutsche Juristin und ehemalige Richterin.

## Beruflicher Werdegang
In den 1980er Jahren war Brigitte Dreger Vorsitzende Richterin am Verwaltungsgericht Bremen.
1995 wurde die Juristin die erste Senatsvorsitzende und zugleich Vizepräsidentin des Oberverwaltungsgerichts Bremen.
16 Jahre lang war Brigitte Dreger stellvertretendes Mitglied des Staatsgerichtshofs Bremen: Am 7. September 1995 wurde sie erstmals für eine vierjährige Amtszeit von der Bürgerschaft zum stellvertretenden Mitglied an den Staatsgerichtshofs der Freien Hansestadt Bremen gewählt. Am 20. Oktober 1999 erfolgte ihre Wiederwahl für den Zeitraum 1999 bis 2003. Für die Amtsperiode 2003 bis 2007 wurde sie 11. September 2003 erneut gewählt. Ihre Wiederwahl für die Amtszeit von 2007 bis 2011 erfolgte am 7. Oktober 2007.
Am 30. April 2008 trat Brigitte in den Ruhestand.

## Verfahren
1987/1988 war sle als Vorsitzende der 2. Kammer des Verwaltungsgerichts Bremen mit den Anträgen auf Wiederherstellung der aufschiebenden Wirkung des Widerspruchs gegen die Bremer Volkszählung befasst.
1989 wies der Senat unter Brigitte Dregers Vorsitz einen Antrag der Deutschen Volksunion (DVU) auf einstweilige Anordnung ab. Die DVU  wollte damit die Stadt Bremen dazu bewegen, eine Parteiversammlung in der Stadthalle zuzulassen. Die Kammer erklärte sich für nicht zuständig.